# Флориан, Тибор
Тибор Флориан (2 марта 1919, Будапешт — 28 января 1990, Будапешт) — венгерский шахматист и шахматный композитор, деятель национального и международного шахматного движения; международный мастер (1950), международный арбитр (1951). Генеральный секретарь Венгерского шахматного союза (1961—1984). Главный арбитр женской шахматной Олимпиады 1969. Шахматный литератор; главный редактор журнала «Мадьяр шаккелет» (1983—1984). В 15 лет опубликовал первые шахматный задачи. В 1945 национальный мастер и чемпион страны. Неоднократно участвовал в национальных чемпионатах: 1951 — 8-е, 1955 — 7-е, 1958 — 4-5-е, 1959 — 6-7-е места.
Лучшие результаты в международных соревнованиях: Белград (1948) — 1-2-е; Бухарест (1949) — 4-5-е, 1951 — 3-4-е; Сан-Бенедетто-дель-Тронто (1957) — 3-е места.
Участник 10-й шахматной олимпиады (1952) и чемпионата Европы (1961), ряда матчей с советскими шахматистами.

## Книги
- Védekezés és ellentámadás, Bdpst, 1965;
- A legjobb Magyar támadójátszmák, Bdpst, 1970;
- Gambit of Jaenisch, L., 1971;
- Entscheidung in der Schlussrunde, Stuttgart, 1987.